# Microrregión de los Lagos
La microrregión de los Lagos o región Metropolitana de Cabo Frio (como es popularmente conocida) es una de las  microrregiones del estado brasileño de Río de Janeiro pertenecientes a la mesorregión de las Baixadas. Posee un área de 2.004,003 km², su población actual gira en torno de 520 mil habitantes y está dividida en siete municipios en torno a las lagunas de  Araruama y  Saquarema.
La región tiene un fuerte comercio turístico y su economía está basada también en la producción de sal y minerales alcalinos. El principal acceso de transporte, partiendo de la ciudad del Río de Janeiro, es la ruta Veía Lagos.
Las más pobladas son las ciudades de Araruama (109.705 hab, IBGE/2009) y Cabo Frío (186.004 hab, IBGE/2009).

## Municipios
- Araruama
- Armação dos Búzios
- Arraial do Cabo
- Cabo Frío
- Iguaba Grande
- São Pedro da Aldeia
- Saquarema

- Datos: Q2719751